# Porfobilinogénio
O porfobilinogénio (PBG) é um pirrol envolvido no metabolismo da porfirina.
É gerado a partir do aminolevulinato (ALA) pela acção da enzima ALA desidratase. O porfobilinogénio é convertido depois em hidroximetilbilano pela enzima porfobilinogénio desaminase, também chamada hidroximetilbilano sintase.
A porfiria aguda intermitente provoca um aumento do porfobilinogénio urinário.